# Najdeni posnetki (filmski žanr)
Najdeni posnetki (angleško found footage) so filmski podžanr, v katerem je ves film ali njegov bistveni del prikazan v obliki navidezno amaterskih posnetkov. Posebej pogoste so grozljivke, posnete v tehniki najdenih posnetkov, ki vključujejo najden material, posnet s strani preminule ali pogrešane osebe. Posnetki so običajno posneti »s tresočo roko« in naturalistično, pogosto pa zgodbo pripoveduje prav avtor posnetkov. 
Med znanimi grozljivkami, posnetimi s tehniko najdenih posnetkov, so na primer Cannibal Holocaust, Čarovnica iz Blaira (The Blair Witch Project), Paranormalno (Paranormal Activity), Dnevnik živih mrtvecev (Diary of the Dead). Tehniko uporabljajo tudi v komedijah (na primer Varuška (Babysitting) in Projekt X), znanstvenofantastičnih filmih (npr. Kronika (Chronicle), Projekt Almanah (Project Almanac), Europa Report) in dramah (npr. Exhibit A, Zero Day).